# シロクラベラ
シロクラベラ（C. schoenleinii）は、ベラ科に属す海水魚である。西太平洋からインド洋東部に広く分布し、体色は青色から黄色で、背鰭近くに小さな黒点がある。

## 分布
日本国内では、沖縄諸島以南の琉球列島で見られる。
国外では、西太平洋（台湾、福建省、香港、海南島、東沙群島、南沙群島、タイランド湾、カロリン諸島なども含む。限定的にニューカレドニア、フィジー諸島を除く。）、オーストラリア西岸・北西岸に分布。

## 形態
オスの全長は1ｍを超える大きさまでに成長する大型種である。背鰭の棘条と軟条の境界域の鱗鞘に黒色斑があり、メスと若魚はそのうえでその斜め下後方に白色斑があるが、これらは成長に伴い不明瞭になる。顎と頭の境界に青いラインが走る。幼魚は体側に白っぽい点列が並ぶ。若魚の地色は鮮やかな黄色、成長に伴って青っぽくなくなる。例として八重山諸島では1歳で全長約30cm、4歳で約50cmになる。

## 生態
普段は単独で行動しているが、水深20ｍの砂泥底に十数匹のメスが集まり、そこに大きなオスがやってきて求愛する。幼魚は、金武湾の例では奥まった内湾の推進1m前後の砂地で、集まったちぎれた海藻の裏に潜んだり、石垣島の例では内湾の極浅い藻場で見られ、成長と共に内湾のガレ場やサンゴのある環境で見られるようになる。

## 保全状況
環境省のレッドリストでは準絶滅危惧に指定されている。
準絶滅危惧（NT）（環境省レッドリスト）

## 利用
沖縄では三大高級魚の１つで、「マクブ」とよばれ、刺身や汁物の具として美味。

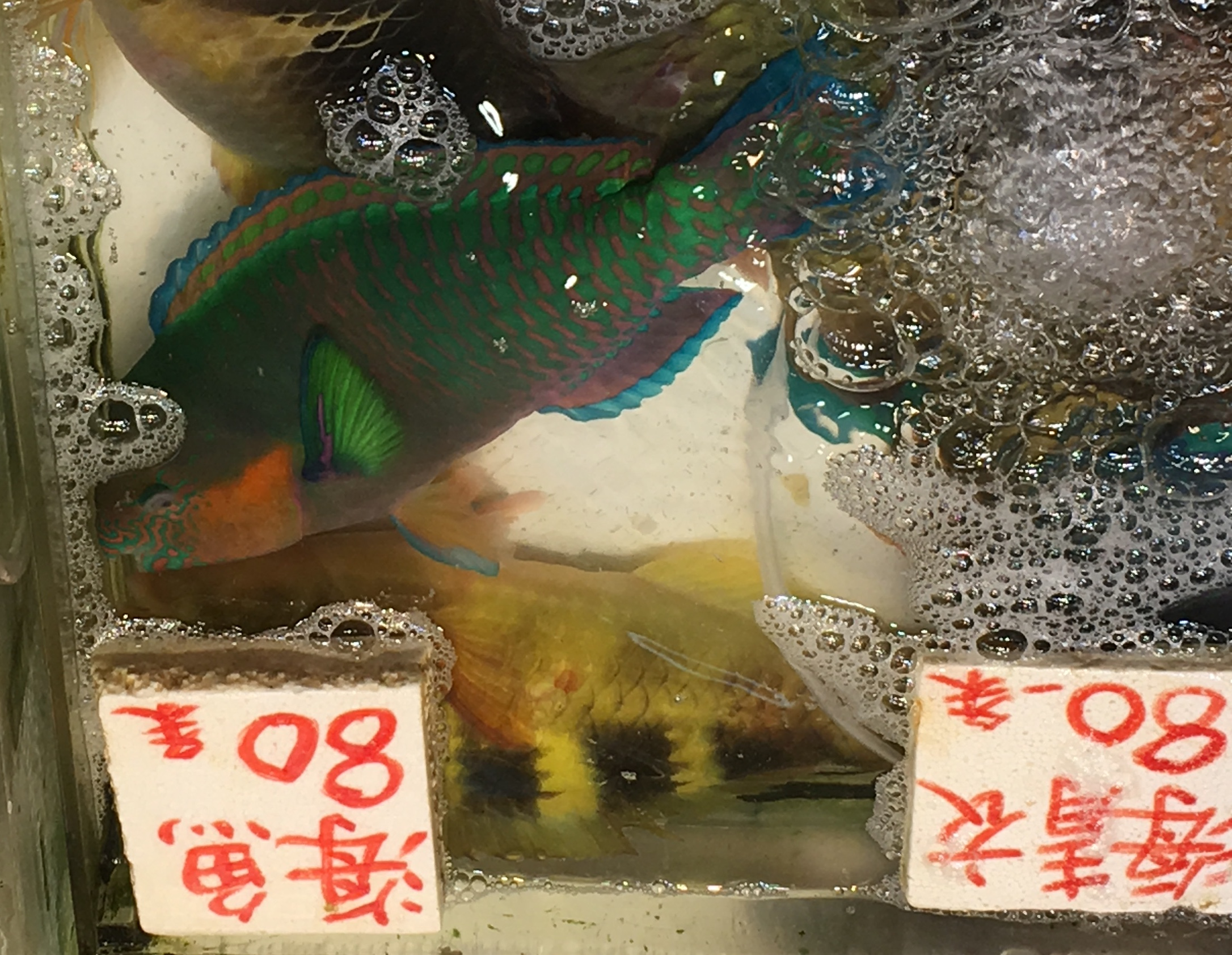